# Tour de France 2007/Fahrerfeld
Folgende Fahrer und Mannschaften nahmen an der Tour de France 2007 teil:
Die deutschen, österreichischen und schweizerischen Fahrer sind fett markiert.
Legende:
- Suspendierung: Ausschluss durch eigenes Team
- Ausschluss: Ausschluss durch die Rennleitung vor Rennbeginn
- Disqualifikation: Ausschluss durch die Rennleitung nach Rennbeginn
- : Etappensieger
- : Gelbes Trikot für den Gesamtführenden
- : Grünes Trikot für den Führenden in der Punktewertung
- : Gepunktetes Trikot für den Führenden in der Bergwertung
- : Weißes Trikot für den Führenden in der Wertung der unter 25-jährigen
- : Rote Rückennummer für den kämpferischsten Fahrer des Vortages
- : Gelbe Rückennummer für das in der Mannschaftswertung führende Team

## Caisse d’Epargne(Spanien)
Sportlicher Leiter: Eusebio Unzué
| Nr. | Name                  | Nationalität | Anmerkungen                                                                                                 |
| --- | --------------------- | ------------ | --- |
| 11  | Óscar Pereiro         | Spanien      | Zehnter der Gesamtwertung                                                                                   |
| 12  | David Arroyo          | Spanien      | 13. der Gesamtwertung                                                                                       |
| 13  | Vicente García Acosta | Spanien      | 91. der Gesamtwertung                                                                                       |
| 14  | José Iván Gutiérrez   | Spanien      | 22. der Gesamtwertung                                                                                       |
| 15  | Wladimir Karpez       | Russland     | 14. der Gesamtwertung                                                                                       |
| 16  | Francisco Pérez       | Spanien      | 72. der Gesamtwertung                                                                                       |
| 17  | Nicolas Portal        | Frankreich   | 57. der Gesamtwertung                                                                                       |
| 18  | Alejandro Valverde    | Spanien      | Sechster der Gesamtwertung                                                                                  |
| 19  | Xabier Zandio         | Spanien      | Aufgabe während der 4. Etappe, Bruch des rechten Schlüsselbeins und ausgekugelte rechte Schulter nach Sturz |
|     |                       |              | : 10. Etappe                                                                                                |

## T-Mobile Team(Deutschland)
Sportlicher Leiter: Brian Holm
| Nr. | Name             | Nationalität   | Anmerkungen |
| --- | ---------------- | -------------- | --- |
| 21  | Michael Rogers   | Australien     | Aufgabe während der 8. Etappe, Eckgelenkssprengung in der rechten Schulter und Schürfwunden nach Sturz auf der Abfahrt vom Cormet de Roselend |
| 22  | Marcus Burghardt | Deutschland    | 127. der Gesamtwertung |
| 23  | Mark Cavendish   | Großbritannien | Aufgabe während der 8. Etappe, Folgen von mehreren Stürzen auf den vorangegangenen Etappen                                                    |
| 24  | Bernhard Eisel   | Österreich     | 121. der Gesamtwertung |
| 25  | Linus Gerdemann  | Deutschland    | : 7. Etappe; : 8. Etappe; : 8. & 9. Etappe; : 8. Etappe; 36. der Gesamtwertung                                                                |
| 26  | Bert Grabsch     | Deutschland    | 105. der Gesamtwertung |
| 27  | Kim Kirchen      | Luxemburg      | Siebter der Gesamtwertung |
| 28  | Axel Merckx      | Belgien        | 62. der Gesamtwertung |
| 29  | Patrik Sinkewitz | Deutschland    | Aufgabe vor der 9. Etappe, Mittelgesichtsfraktur nach Kollision mit einem Zuschauer nach dem Zieleinlauf der 8. Etappe                        |
|     |                  |                | : 8. Etappe |

## Team CSC(Dänemark)
Sportlicher Leiter: Kim Andersen
| Nr. | Name                  | Nationalität       | Anmerkungen |
| --- | --------------------- | ------------------ | --- |
| 31  | Carlos Sastre         | Spanien            | Vierter der Gesamtwertung |
| 32  | Kurt Asle Arvesen     | Norwegen           | 67. der Gesamtwertung |
| 33  | Fabian Cancellara     | Schweiz            | : Prolog & 3. Etappe; : 1. – 7. Etappe; : 1. Etappe; 100. der Gesamtwertung |
| 34  | Íñigo Cuesta          | Spanien            | 51. der Gesamtwertung |
| 35  | Stuart O’Grady        | Australien         | Aufgabe während der 8. Etappe, Pneumothorax, drei minderschwere Brüche am 1., 2. und 3. Wirbel, fünf Rippenbrüche, Bruch des Schulterblattes und Verstauchung des Schultereckgelenks nach Sturz auf der Abfahrt vom Cormet de Roselend |
| 36  | Fränk Schleck         | Luxemburg          | 17. der Gesamtwertung |
| 37  | Christian Vande Velde | Vereinigte Staaten | 25. der Gesamtwertung |
| 38  | Jens Voigt            | Deutschland        | : 18. Etappe; 28. der Gesamtwertung |
| 39  | David Zabriskie       | Vereinigte Staaten | Disqualifikation nach der 11. Etappe, Überschreitung des Zeitlimits |
|     |                       |                    | : 6., 7. & 11. – 13. Etappe |

## Predictor-Lotto(Belgien)
Sportlicher Leiter: Herman Frison
| Nr. | Name               | Nationalität       | Anmerkungen |
| --- | ------------------ | ------------------ | --- |
| 41  | Cadel Evans        | Australien         | Zweiter der Gesamtwertung                                                                                            |
| 42  | Mario Aerts        | Belgien            | 70. der Gesamtwertung                                                                                                |
| 43  | Dario Cioni        | Italien            | 56. der Gesamtwertung                                                                                                |
| 44  | Christopher Horner | Vereinigte Staaten | 15. der Gesamtwertung                                                                                                |
| 45  | Leif Hoste         | Belgien            | 110. der Gesamtwertung                                                                                               |
| 46  | Robbie McEwen      | Australien         | : 1. Etappe; : 2. Etappe; Disqualifikation nach der 8. Etappe, Überschreitung des Zeitlimits                         |
| 47  | Fred Rodriguez     | Vereinigte Staaten | Aufgabe während der 15. Etappe, Magenbeschwerden mit Verdauungsproblemen und Folgen eines Sturzes auf der 11. Etappe |
| 48  | Johan Vansummeren  | Belgien            | 63. der Gesamtwertung                                                                                                |
| 49  | Wim Vansevenant    | Belgien            | 141. und Letzter der Gesamtwertung                                                                                   |

## Rabobank(Niederlande)
Sportlicher Leiter: Erik Breukink
| Nr. | Name                | Nationalität | Anmerkungen |
| --- | ------------------- | ------------ | --- |
| 51  | Denis Menschow      | Russland     | Aufgabe während der 17. Etappe |
| 52  | Michael Boogerd     | Niederlande  | 12. der Gesamtwertung |
| 53  | Bram de Groot       | Niederlande  | 134. der Gesamtwertung |
| 54  | Thomas Dekker       | Niederlande  | 35. der Gesamtwertung |
| 55  | Juan Antonio Flecha | Spanien      | 85. der Gesamtwertung |
| 56  | Óscar Freire        | Spanien      | Aufgabe vor dem Start der 7. Etappe, andauernde Sitzprobleme |
| 57  | Grischa Niermann    | Deutschland  | 86. der Gesamtwertung |
| 58  | Michael Rasmussen   | Dänemark     | : 8. & 16. Etappe; : 9. – 17. Etappe; : 9. – 16. Etappe; : 9. Etappe ; Aufgabe vor dem Start der 17. Etappe, Rückzug durch das Team auf Druck des Sponsors wegen falscher Angaben bezüglich des Aufenthaltsortes zum Training |
| 59  | Pieter Weening      | Niederlande  | 128. der Gesamtwertung |
|     |                     |              | : 9. Etappe |

## ag2r Prévoyance(Frankreich)
Sportlicher Leiter: Vincent Lavenu
| Nr. | Name              | Nationalität | Anmerkungen                                                                             |
| --- | ----------------- | ------------ | --------------------------------------------------------------------------------------- |
| 61  | Christophe Moreau | Frankreich   | 37. der Gesamtwertung                                                                   |
| 62  | José Luis Arrieta | Spanien      | 52. der Gesamtwertung                                                                   |
| 63  | Sylvain Calzati   | Frankreich   | Aufgabe während der 11. Etappe, anhaltende Schmerzen in beiden Knien und Achillessehnen |
| 64  | Cyril Dessel      | Frankreich   | Aufgabe während der 15. Etappe                                                          |
| 65  | Martin Elmiger    | Schweiz      | 74. der Gesamtwertung                                                                   |
| 66  | John Gadret       | Frankreich   | 54. der Gesamtwertung                                                                   |
| 67  | Simon Gerrans     | Australien   | 94. der Gesamtwertung                                                                   |
| 68  | Stéphane Goubert  | Frankreich   | 27. der Gesamtwertung                                                                   |
| 69  | Ludovic Turpin    | Frankreich   | 44. der Gesamtwertung                                                                   |

## Euskaltel-Euskadi(Spanien)
Sportlicher Leiter: Gorka Gerrikagoitia
| Nr. | Name            | Nationalität | Anmerkungen                                                                                       |
| --- | --------------- | ------------ | ------------------------------------------------------------------------------------------------- |
| 71  | Haimar Zubeldia | Spanien      | Fünfter der Gesamtwertung                                                                         |
| 72  | Igor Antón      | Spanien      | Aufgabe während der 11. Etappe, Folgen eines Sturzes auf der 10. Etappe                           |
| 73  | Mikel Astarloza | Spanien      | Neunter der Gesamtwertung                                                                         |
| 74  | Jorge Azanza    | Spanien      | 82. der Gesamtwertung                                                                             |
| 75  | Iñaki Isasi     | Spanien      | 90. der Gesamtwertung                                                                             |
| 76  | Íñigo Landaluze | Spanien      | 43. der Gesamtwertung                                                                             |
| 77  | Rubén Pérez     | Spanien      | 50. der Gesamtwertung                                                                             |
| 78  | Amets Txurruka  | Spanien      | : 13., 14. & 20. Etappe; Sieger in der Wertung des kämpferischsten Fahrers; 23. der Gesamtwertung |
| 79  | Gorka Verdugo   | Spanien      | 48. der Gesamtwertung                                                                             |

## Lampre-Fondital(Italien)
Sportlicher Leiter: Fabrizio Bontempi
| Nr. | Name              | Nationalität | Anmerkungen                                                        |
| --- | ----------------- | ------------ | ------------------------------------------------------------------ |
| 81  | Alessandro Ballan | Italien      | 88. der Gesamtwertung                                              |
| 82  | Daniele Bennati   | Italien      | : 17. & 20. Etappe; 75. der Gesamtwertung                          |
| 83  | Paolo Bossoni     | Italien      | 95. der Gesamtwertung                                              |
| 84  | Marzio Bruseghin  | Italien      | 41. der Gesamtwertung                                              |
| 85  | Claudio Corioni   | Italien      | 126. der Gesamtwertung                                             |
| 86  | Danilo Napolitano | Italien      | Disqualifikation nach der 8. Etappe, Überschreitung des Zeitlimits |
| 87  | Daniele Righi     | Italien      | 96. der Gesamtwertung                                              |
| 88  | Tadej Valjavec    | Slowenien    | 19. der Gesamtwertung                                              |
| 89  | Francisco Vila    | Spanien      | 29. der Gesamtwertung                                              |

## Team Gerolsteiner(Deutschland)
Sportlicher Leiter: Hans-Michael Holczer
| Nr. | Name              | Nationalität | Anmerkungen            |
| --- | ----------------- | ------------ | ---------------------- |
| 91  | Stefan Schumacher | Deutschland  | 87. der Gesamtwertung  |
| 92  | Robert Förster    | Deutschland  | 135. der Gesamtwertung |
| 93  | Markus Fothen     | Deutschland  | 34. der Gesamtwertung  |
| 94  | Heinrich Haussler | Deutschland  | 129. der Gesamtwertung |
| 95  | Bernhard Kohl     | Österreich   | 31. der Gesamtwertung  |
| 96  | Sven Krauß        | Deutschland  | 137. der Gesamtwertung |
| 97  | Ronny Scholz      | Deutschland  | 81. der Gesamtwertung  |
| 98  | Fabian Wegmann    | Deutschland  | 60. der Gesamtwertung  |
| 99  | Peter Wrolich     | Österreich   | 133. der Gesamtwertung |

## Crédit Agricole(Frankreich)
Sportlicher Leiter: Serge Beucherie
| Nr. | Name                 | Nationalität | Anmerkungen                                                                                                 |
| --- | -------------------- | ------------ | --- |
| 101 | Thor Hushovd         | Norwegen     | : 4. Etappe; 139. der Gesamtwertung                                                                         |
| 102 | William Bonnet       | Frankreich   | 109. der Gesamtwertung                                                                                      |
| 103 | Alexander Botscharow | Russland     | 33. der Gesamtwertung                                                                                       |
| 104 | Anthony Charteau     | Frankreich   | 136. der Gesamtwertung                                                                                      |
| 105 | Julian Dean          | Neuseeland   | 107. der Gesamtwertung                                                                                      |
| 106 | Dmitri Fofonow       | Kasachstan   | 26. der Gesamtwertung                                                                                       |
| 107 | Patrice Halgand      | Frankreich   | : 11. Etappe; 30. der Gesamtwertung                                                                         |
| 108 | Sébastien Hinault    | Frankreich   | 132. der Gesamtwertung                                                                                      |
| 109 | Christophe Le Mével  | Frankreich   | Aufgabe während der 15. Etappe, Bruch des rechten Schlüsselbeins nach Sturz auf der Abfahrt vom Col de Port |

## Discovery Channel(USA)
Sportlicher Leiter: Johan Bruyneel
| Nr. | Name                | Nationalität       | Anmerkungen                                                                                                 |
| --- | ------------------- | ------------------ | --- |
| 111 | Levi Leipheimer     | Vereinigte Staaten | : 19. Etappe; Dritter der Gesamtwertung                                                                     |
| 112 | Alberto Contador    | Spanien            | : 14. Etappe; : 18. – 20. Etappe; : 10. – 20. Etappe; Sieger der Gesamtwertung; Sieger der Nachwuchswertung |
| 113 | Wladimir Gussew     | Russland           | : 1. – 7. Etappe; 38. der Gesamtwertung                                                                     |
| 114 | George Hincapie     | Vereinigte Staaten | 24. der Gesamtwertung                                                                                       |
| 115 | Egoi Martínez       | Spanien            | 61. der Gesamtwertung                                                                                       |
| 116 | Benjamín Noval      | Spanien            | 115. der Gesamtwertung                                                                                      |
| 117 | Sérgio Paulinho     | Portugal           | 65. der Gesamtwertung                                                                                       |
| 118 | Jaroslaw Popowytsch | Ukraine            | : 10. Etappe; Achter der Gesamtwertung                                                                      |
| 119 | Tomas Vaitkus       | Litauen            | Aufgabe vor der 3. Etappe, Bruch eines Daumens nach Sturz auf der 2. Etappe                                 |
|     |                     |                    | : 15. & 17. – 20. Etappe; Sieger der Mannschaftswertung                                                     |

## Bouygues Télécom(Frankreich)
Sportlicher Leiter: Christian Guiberteau
| Nr. | Name             | Nationalität | Anmerkungen                                                         |
| --- | ---------------- | ------------ | ------------------------------------------------------------------- |
| 121 | Pierrick Fédrigo | Frankreich   | 84. der Gesamtwertung                                               |
| 122 | Stef Clement     | Niederlande  | Disqualifikation nach der 12. Etappe, Überschreitung des Zeitlimits |
| 123 | Xavier Florencio | Spanien      | 46. der Gesamtwertung                                               |
| 124 | Anthony Geslin   | Frankreich   | 98. der Gesamtwertung                                               |
| 125 | Laurent Lefèvre  | Frankreich   | 58. der Gesamtwertung                                               |
| 126 | Jérôme Pineau    | Frankreich   | 68. der Gesamtwertung                                               |
| 127 | Matthieu Sprick  | Frankreich   | : 5. Etappe; Aufgabe während der 16. Etappe, Bauchschmerzen         |
| 128 | Johann Tschopp   | Schweiz      | 93. der Gesamtwertung                                               |
| 129 | Thomas Voeckler  | Frankreich   | 66. der Gesamtwertung                                               |

## Agritubel(Frankreich)
Sportlicher Leiter: Denis Leproux
| Nr. | Name                    | Nationalität | Anmerkungen                                                                                                  |
| --- | ----------------------- | ------------ | --- |
| 131 | Juan Miguel Mercado     | Spanien      | 80. der Gesamtwertung                                                                                        |
| 132 | Freddy Bichot           | Frankreich   | Kämpferischster Fahrer der 20. Etappe; 102. der Gesamtwertung                                                |
| 133 | Moisés Dueñas           | Spanien      | 39. der Gesamtwertung                                                                                        |
| 134 | Romain Feillu           | Frankreich   | Aufgabe während der 8. Etappe                                                                                |
| 135 | Eduardo Gonzalo Ramírez | Spanien      | Aufgabe während der 1. Etappe, erhebliches Trauma an der rechten Schulter nach Kollision mit Begleitfahrzeug |
| 136 | Cédric Hervé            | Frankreich   | Disqualifikation nach der 8. Etappe, Überschreitung des Zeitlimits                                           |
| 137 | Nicolas Jalabert        | Frankreich   | 114. der Gesamtwertung                                                                                       |
| 138 | Benoît Salmon           | Frankreich   | 125. der Gesamtwertung                                                                                       |
| 139 | Nicolas Vogondy         | Frankreich   | 92. der Gesamtwertung                                                                                        |

## Cofidis(Frankreich)
Sportlicher Leiter: Francis Van Londersele
| Nr. | Name              | Nationalität   | Anmerkungen |
| --- | ----------------- | -------------- | --- |
| 141 | Sylvain Chavanel  | Frankreich     | : 6. – 8. Etappe; : 6. Etappe; Aufgabe vor dem Start der 17. Etappe, Rückzug des gesamten Teams nach positivem Dopingbefund bei Moreni |
| 142 | Stéphane Augé     | Frankreich     | : 4. & 5. Etappe; : 2. Etappe; Aufgabe vor dem Start der 17. Etappe, Rückzug des gesamten Teams nach positivem Dopingbefund bei Moreni |
| 143 | Geoffroy Lequatre | Frankreich     | Aufgabe vor der 6. Etappe, tiefe Wunden am rechten Knie, der rechten Schulter und beiden Händen nach Sturz auf der 5. Etappe           |
| 144 | Cristian Moreni   | Italien        | Disqualifikation vor dem Start der 17. Etappe, positiver Dopingbefund auf der 11. Etappe                                               |
| 145 | Nick Nuyens       | Belgien        | Aufgabe vor dem Start der 17. Etappe, Rückzug des gesamten Teams nach positivem Dopingbefund bei Moreni                                |
| 146 | Iván Parra        | Kolumbien      | Aufgabe während der 8. Etappe, anhaltende Magenprobleme                                                                                |
| 147 | Staf Scheirlinckx | Belgien        | Aufgabe vor dem Start der 17. Etappe, Rückzug des gesamten Teams nach positivem Dopingbefund bei Moreni                                |
| 148 | Rik Verbrugghe    | Belgien        | Aufgabe vor dem Start der 17. Etappe, Rückzug des gesamten Teams nach positivem Dopingbefund bei Moreni                                |
| 149 | Bradley Wiggins   | Großbritannien | : 7. Etappe; Aufgabe vor dem Start der 17. Etappe, Rückzug des gesamten Teams nach positivem Dopingbefund bei Moreni                   |

## Liquigas(Italien)
Sportlicher Leiter: Dario Mariuzzi
| Nr. | Name                  | Nationalität   | Anmerkungen                                       |
| --- | --------------------- | -------------- | ------------------------------------------------- |
| 151 | Filippo Pozzato       | Italien        | : 5. Etappe; Aufgabe vor dem Start der 15. Etappe |
| 152 | Michael Albasini      | Schweiz        | 59. der Gesamtwertung                             |
| 153 | Manuel Beltrán        | Spanien        | 18. der Gesamtwertung                             |
| 154 | Kjell Carlström       | Finnland       | 76. der Gesamtwertung                             |
| 155 | Murilo Fischer        | Brasilien      | 101. der Gesamtwertung                            |
| 156 | Aljaksandr Kuschynski | Belarus        | 89. der Gesamtwertung                             |
| 157 | Manuel Quinziato      | Italien        | 113. der Gesamtwertung                            |
| 158 | Charles Wegelius      | Großbritannien | 45. der Gesamtwertung                             |
| 159 | Frederik Willems      | Belgien        | 73. der Gesamtwertung                             |

## Française des Jeux(Frankreich)
Sportlicher Leiter: Marc Madiot
| Nr. | Name               | Nationalität | Anmerkungen                                                                           |
| --- | ------------------ | ------------ | ------------------------------------------------------------------------------------- |
| 161 | Sandy Casar        | Frankreich   | : 18. Etappe; : 19. Etappe; 73. der Gesamtwertung                                     |
| 162 | Sébastien Chavanel | Frankreich   | 130. der Gesamtwertung                                                                |
| 163 | Mickaël Delage     | Frankreich   | 117. der Gesamtwertung                                                                |
| 164 | Rémy Di Gregorio   | Frankreich   | Aufgabe vor der 5. Etappe, Bruch des rechten Ellenbogens nach Sturz auf der 4. Etappe |
| 165 | Philippe Gilbert   | Belgien      | Aufgabe vor dem Start der 15. Etappe, Magenbeschwerden und Fieber                     |
| 166 | Lilian Jégou       | Frankreich   | 97. der Gesamtwertung                                                                 |
| 167 | Matthieu Ladagnous | Frankreich   | : 4. Etappe; 112. der Gesamtwertung                                                   |
| 168 | Thomas Lövkvist    | Schweden     | 64. der Gesamtwertung                                                                 |
| 169 | Benoît Vaugrenard  | Frankreich   | : 12. Etappe; 83. der Gesamtwertung                                                   |

## Quick Step-Innergetic(Belgien)
Sportlicher Leiter: Wilfried Peeters
| Nr. | Name               | Nationalität | Anmerkungen                                                                                    |
| --- | ------------------ | ------------ | ---------------------------------------------------------------------------------------------- |
| 171 | Tom Boonen         | Belgien      | : 6. & 12. Etappe; 3. – 5. & 7. – 20. Etappe; Sieger der Punktewertung; 119. der Gesamtwertung |
| 172 | Carlos Barredo     | Spanien      | 42. der Gesamtwertung                                                                          |
| 173 | Steven de Jongh    | Niederlande  | 123. der Gesamtwertung                                                                         |
| 174 | Juan Manuel Gárate | Spanien      | 21. der Gesamtwertung                                                                          |
| 175 | Sébastien Rosseler | Belgien      | 104. der Gesamtwertung                                                                         |
| 176 | Gert Steegmans     | Belgien      | : 2. Etappe; 138. der Gesamtwertung                                                            |
| 177 | Bram Tankink       | Niederlande  | 40. der Gesamtwertung                                                                          |
| 178 | Matteo Tosatto     | Italien      | 108. der Gesamtwertung                                                                         |
| 179 | Cédric Vasseur     | Frankreich   | : 10. Etappe; 55. der Gesamtwertung                                                            |

## Team Milram(Italien)
Sportlicher Leiter: Vittorio Algeri
| Nr. | Name                  | Nationalität | Anmerkungen |
| --- | --------------------- | ------------ | --- |
| 181 | Erik Zabel            | Deutschland  | : 6. Etappe; 79. der Gesamtwertung                                                                                      |
| 182 | Alessandro Cortinovis | Italien      | 122. der Gesamtwertung                                                                                                  |
| 183 | Ralf Grabsch          | Deutschland  | 116. der Gesamtwertung                                                                                                  |
| 184 | Andrij Hrywko         | Ukraine      | 78. der Gesamtwertung                                                                                                   |
| 185 | Christian Knees       | Deutschland  | 47. der Gesamtwertung                                                                                                   |
| 186 | Brett Lancaster       | Australien   | Aufgabe während der 5. Etappe, Magenbeschwerden und Folgen eines Sturzes auf der 1. Etappe                              |
| 187 | Alberto Ongarato      | Italien      | Aufgabe während der 12. Etappe, Bruch der ersten rechten Rippe und Verrenkung des rechten Schultereckgelenks nach Sturz |
| 188 | Enrico Poitschke      | Deutschland  | 131. der Gesamtwertung                                                                                                  |
| 189 | Marcel Sieberg        | Deutschland  | : 3. Etappe; 120. der Gesamtwertung                                                                                     |

## Team Astana(Schweiz)
Sportlicher Leiter: Mario Kummer
| Nr. | Name                 | Nationalität | Anmerkungen |
| --- | -------------------- | ------------ | --- |
| 191 | Alexander Winokurow  | Kasachstan   | : 13. & 15. Etappe; : 16. Etappe; Aufgabe vor dem Start der 16. Etappe, positiver Dopingbefund auf der 13. Etappe        |
| 192 | Antonio Colom        | Spanien      | : 15. Etappe; Aufgabe vor dem Start der 16. Etappe, Rückzug des gesamten Teams nach positivem Dopingbefund bei Winokurow |
| 193 | Maxim Iglinski       | Kasachstan   | Aufgabe vor dem Start der 16. Etappe, Rückzug des gesamten Teams nach positivem Dopingbefund bei Winokurow               |
| 194 | Sergei Iwanow        | Russland     | Aufgabe vor dem Start der 16. Etappe, Rückzug des gesamten Teams nach positivem Dopingbefund bei Winokurow               |
| 195 | Andrei Kaschetschkin | Kasachstan   | Aufgabe vor dem Start der 16. Etappe, Rückzug des gesamten Teams nach positivem Dopingbefund bei Winokurow               |
| 196 | Andreas Klöden       | Deutschland  | Aufgabe vor dem Start der 16. Etappe, Rückzug des gesamten Teams nach positivem Dopingbefund bei Winokurow               |
| 197 | Daniel Navarro       | Spanien      | Aufgabe vor dem Start der 16. Etappe, Rückzug des gesamten Teams nach positivem Dopingbefund bei Winokurow               |
| 198 | Grégory Rast         | Schweiz      | Aufgabe vor dem Start der 16. Etappe, Rückzug des gesamten Teams nach positivem Dopingbefund bei Winokurow               |
| 199 | Paolo Savoldelli     | Italien      | Aufgabe vor dem Start der 16. Etappe, Rückzug des gesamten Teams nach positivem Dopingbefund bei Winokurow               |
|     |                      |              | : 1. – 5., 14. & 16. Etappe                                                                                              |

## Saunier Duval-Prodir(Spanien)
Sportlicher Leiter: Joxean Fernandez
| Nr. | Name                   | Nationalität   | Anmerkungen                                                                                   |
| --- | ---------------------- | -------------- | --------------------------------------------------------------------------------------------- |
| 201 | David Millar           | Großbritannien | : 2. & 3. Etappe; 69. der Gesamtwertung                                                       |
| 202 | Iker Camaño            | Spanien        | 53. der Gesamtwertung                                                                         |
| 203 | David Cañada           | Spanien        | 103. der Gesamtwertung                                                                        |
| 204 | Juan José Cobo         | Spanien        | 20. der Gesamtwertung                                                                         |
| 205 | David de la Fuente     | Spanien        | 49. der Gesamtwertung                                                                         |
| 206 | Rubén Lobato           | Spanien        | Aufgabe vor dem Start der 7. Etappe                                                           |
| 207 | Iban Mayo              | Spanien        | 16. der Gesamtwertung                                                                         |
| 208 | Christophe Rinero      | Frankreich     | 77. der Gesamtwertung                                                                         |
| 209 | Francisco José Ventoso | Spanien        | Aufgabe vor dem Start der 14. Etappe, Trauma an der linken Hand nach Sturz auf der 11. Etappe |

## Team Barloworld(Großbritannien)
Sportlicher Leiter: Alberto Volpi
| Nr. | Name                 | Nationalität   | Anmerkungen |
| --- | -------------------- | -------------- | --- |
| 211 | Alexander Jefimkin   | Russland       | 99. der Gesamtwertung                                                                                               |
| 212 | Félix Cárdenas       | Kolumbien      | 106. der Gesamtwertung                                                                                              |
| 213 | Giampaolo Cheula     | Italien        | 111. der Gesamtwertung                                                                                              |
| 214 | Enrico Degano        | Italien        | Aufgabe während der 7. Etappe, Schürfwunden und Prellungen im Brust- und Rückenbereich nach Sturz auf der 6. Etappe |
| 215 | Geraint Thomas       | Großbritannien | 140. der Gesamtwertung                                                                                              |
| 216 | Robert Hunter        | Südafrika      | : 11. Etappe; 118. der Gesamtwertung                                                                                |
| 217 | Paolo Longo Borghini | Italien        | 124. der Gesamtwertung                                                                                              |
| 218 | Kanstanzin Siuzou    | Belarus        | 32. der Gesamtwertung                                                                                               |
| 219 | Mauricio Soler       | Kolumbien      | : 9. Etappe; : 17. – 20. Etappe; : 17. Etappe; Sieger der Bergwertung; 11. der Gesamtwertung                        |